# غلط‌گیر (نوشت‌افزار)

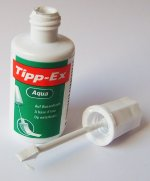
لاک غلط‌گیر

غلط‌گیر ابزاری است که با آن در نوشتارهای کاغذی غلط‌های املایی را پاک می‌کنند. از آن‌جا که نخستین نمونه‌های غلط‌گیر از نوع لاک‌های سفید غلط‌گیر بوده، در کل به آن لاک غلط‌گیر هم می‌گویند. لاک‌های غلطگیر مدل‌های چون مدل لاک، مدل خودکار فشاری و مدل نواری یا رول کشیدنی هستند.
یکی از نخستین غلطگیرها توسط بتی نسمیت گراهام اختراع شد.

## گونه‌های غلط‌گیر
- لاک غلط‌گیر
- غلط‌گیر نواری
- غلط‌گیر قلمی

نحوه عملکرد
برای استفاده از لاک غلط گیر قلمی نیاز است به خوبی آن را تکان دهید و سپس نوک قلم را بر روی اشتباه خود قرار داده، مخزن مایع را فشار دهید و آن را روی متن بکشید.